# Platalea leucorodia
La  spatola  o  spatola bianca (Platalea leucorodia Linnaeus, 1758) è un uccello appartenente alla famiglia Threskiornithidae, diffuso in Eurasia e Nordafrica.

## Descrizione
La spatola è un uccello abbastanza grande: è alta fino a 85 cm e può pesare anche 2 kg. La caratteristica più evidente è il becco: è a forma di spatola, da cui il nome; l'estremità è giallastra.

Il piumaggio della spatola varia in base alla stagione: d'inverno è completamente bianco, mentre nella stagione riproduttiva sono presenti alcune macchie giallastre, principalmente alla base del collo e sulla nuca.

È facile confondere la spatola con un airone, specialmente con l'airone bianco maggiore, con cui ha in comune molti aspetti (dimensioni, habitat), ma basta guardare il becco per capire la specie avvistata: l'airone bianco maggiore ha il becco giallo a punta.

## Distribuzione e habitat
La spatola vive in Europa, Asia e Africa del Nord. In Italia lo si trova raramente e nidifica nei pressi di corsi d'acqua, sulla pianura Padana e anche in Toscana. È molto legata alle zone umide e forma spesso grandi colonie con altri uccelli acquatici (sgarze ciuffetto, garzette e aironi). È stata oggetto di caccia, ma la popolazione mondiale è in forte incremento, come si può osservare nel Delta del Po, nella Laguna di Venezia ed alla foce dell'Isonzo.

## Biologia

### Alimentazione
La spatola si nutre prevalentemente di piccoli invertebrati (insetti, molluschi e crostacei) ma anche di piccoli pesci ed anfibi.

Per catturare la preda diversi uccelli si posizionano fianco a fianco nell'acqua bassa muovendo i becchi all'unisono, setacciando così il fondo melmoso. L'estremità piatta e larga del becco, sondando l'acqua e il fondo della palude, permette alla spatola di avvertire la presenza della preda prima di catturarla. Quando la preda tocca la parte interna del becco lo stesso si chiude istantaneamente intrappolandola.

### Riproduzione
La spatola nidifica da marzo ad agosto in colonie; la collocazione dei nidi varia da posto in posto: nelle zone palustri il nido è nei canneti, mentre nei boschi o ovunque ci siano alberi il nido può essere molto in alto, posto su rami resistenti. Essendo però la Spatola un uccello molto maldestro, numerosi esemplari (cuccioli e adulti) cadono dagli alberi dove nidificano.

La spatola depone da 3 a 5 uova bianche con macchie marroni. Entrambi i genitori covano le uova per circa 21 giorni: il pulcino, quando esce, è ricoperto da un piumino bianco, ma il becco ha già la forma caratteristica. I pulcini vengono nutriti in media per quasi 7 settimane (tempo in cui il pulcino impara a volare), ma molto spesso i pulcini continuano a voler essere nutriti per più tempo.

## Sistematica
Sono riconosciute tre sottospecie:
- P. leucorodia leucorodia
- P. leucorodia balsaci
- P. leucorodia archeri

## Galleria d'immagini
|  |  |  |